# Lukavci
Lukavci – wieś w Słowenii, w gminie Križevci. W 2018 roku liczyła 600 mieszkańców.